# I Can Feel It
I Can Feel It es un EP del grupo de Rock norteamericano Hey Violet, anteriormente conocido como Cherri Bomb. Fue producido por Jake Sinclair, Warren Huart, "Oh, Hush!" y "Broken City" y publicado por "5 Mode Limited" para "Capitol Records" en 2015. Además, fue mezclado y masterizado por Eric Valentine en California. "I Can Feel It" incluye cinco canciones de Rock y Pop, con cierto toque Punk. A su vez, llegó al puesto 2 de la lista de "Top Heatseekers" en los Estados Unidos.

## Canciones
1. "I Can Feel It" (Cara Salimando/Kenneth Harris/Neil Ormandy) - 3:17.
2. "Smash Into You" (Bleu/Jaden Michaels/Andy Love) - 3:00.
3. "Sparks Fly" (Adam Watts/Gannin Arnold/Marla Singer) - 3:51.
4. "Can't Take Back The Bullet" ("Oh, Hush!"/Audra Mae/Jason Blume/Rena Lovelis/Miranda Miller/Nia Lovelis/Casey Moreta) - 2:52.
5. "You Don't Love Me Like You Should" (Adam Watts/Gannin Arnold/Marla Singer/Rena Lovelis/Miranda Miller/Nia Lovelis/Casey Moreta) - 3:30.

## Músicos
- Nia Lovelis: Batería y voces.

- Miranda Miller: Guitarra rítmica, teclados y voces.

- Casey Moreta: Guitarra líder y voces.

- Rena Lovelis: Bajo y voces.